# Carlos Pellicer Vázquez
Carlos Pellicer Vázquez (La Corunya, 12 d'abril de 1944) fou un futbolista espanyol de les dècades de 1960 i 1970.

## Trajectòria
En el seu moment era considerat el successor de Luis Suárez, però les lesions truncaren la seva carrera. Començà a practica el futbol al Liceo de Monelos, passant al Fabril el 1963. Ingressà al Deportivo de La Coruña, club on jugà tres temporades i amb el qual debutà a primera divisió la temporada 1964-65.
L'any 1967 el FC Barcelona l'incorpora a l'equip, on jugà durant tres temporades. Amb el Barcelona disputà 92 partits i marcà 23 gols, i guanyà la Copa d'Espanya de 1968. El 1970 fou traspassat al València CF, on guanyà una lliga el 1971. La temporada següent va patir una greu lesió que l'apartà any i mig dels terrenys de joc. Ja no tornà a ser el mateix, jugant una temporada al Llevant UE la temporada 1973-74, abans de retirar-se definitivament.
Va ser internacional sots 23 en dues ocasions: contra França, a Barcelona, el 22 de març de 1967, perdent Espanya per 0-1; i contra Luxemburg, en aquest país, el 22 de novembre de 1967, empatant 1-1.

## Palmarès
- Copa espanyola:
  - 1967-68
- Lliga espanyola:
  - 1970-71